# François-Jean-Marie Serrand
François-Jean-Marie Serrand, né le 12 décembre 1874 à Billé (Ille-et-Vilaine), est un évêque catholique français, évêque de Saint-Brieuc du 13 août 1923 jusqu’à sa mort à Saint-Brieuc survenue le 20 mars 1949.

## Biographie
François Jean Marie Serrand est le fils d’un couple de débitants de Billé : Jean Joseph Serrand et Adélaïde Demorand. Il a pour ascendants paternels directs à la 7e génération le couple André Serrand (1644-1688) et Jeanne James (1644-1683) de Poilley. Le nom Serrand est connu dans la région du Coglais depuis au moins le XVe siècle.

### Formation
Il entre au collège de Vitré le 4 octobre 1889 et y fait les études classiques des collèges ecclésiastiques. Il poursuit sa formation au grand séminaire de Rennes à partir du 4 octobre 1893.

### Prêtre
Il a été ordonné prêtre le 27 mai 1899 pour l'archidiocèse de Rennes, Dol et Saint-Malo. Vicaire à Paramé, de septembre 1899 à août 1905, l'abbé Serrand est nommé professeur de philosophie au grand séminaire de Rennes, dont il devient le sous-directeur en octobre 1906. C'est pendant qu'il occupait ce poste, en août 1910, qu'Auguste-René-Marie Dubourg, archevêque de Rennes, l'appelle aux fonctions de vicaire général, archidiacre de Rennes, comme successeur du vicaire général Renaut.

### Première Guerre mondiale
Le chanoine Serrand est mobilisé au début de la campagne. Il est tour à tour aumônier de la 87e division territoriale, puis de la 87e division active. Il est titulaire de cinq citations. Il est nommé chevalier de la Légion d'honneur en 1919.

### Évêque
Il est nommé évêque de Saint-Brieuc et Tréguier le 4 juin 1923 par le pape Pie XI, en remplacement de Jules-Laurent-Benjamin Morelle, mort le 9 janvier 1923. Il est consacré le 6 août suivant par le cardinal Alexis-Armand Charost.

### Œuvre
François Serrand fut un prélat catholique apprécié, mais controversé et écarté à la Libération.
Ce fut un véritable entrepreneur, organisant dès son arrivée dans son diocèse de Saint-Brieuc la construction d’un nouveau grand séminaire, dont il bénit la première pierre le 17 août 1925 et consacre la chapelle — dans laquelle il sera inhumé — le 14 juillet 1929, suivi immédiatement par la construction d’un petit séminaire à Quintin. Ces nouveaux établissements matérialisent son souci constant du recrutement sacerdotal. Il est choisi par le missionnaire de la Société des missions africaines, Jean-Baptiste Boivin, ancien élève du grand séminaire de Saint-Brieuc, pour le consacrer évêque en mai 1939.
Dans la continuité de son activité d’enseignement d’avant guerre, Serrand va s’attacher à l’agrandissement des collèges secondaires d’enseignement catholique de Saint-Joseph de Lannion, de Notre-Dame de Guingamp, des Cordeliers et de Campostal. Très impliqué dans la vie de son diocèse, il préside régulièrement des fêtes religieuses locales, organise des kermesses cantonales annuelles et se déplace pour la bénédiction des nouvelles écoles paroissiales. De plus, il est sensible au développement de l’Action catholique, et il fonde plusieurs mouvements spécialisés.
Néanmoins, son action donna lieu a deux controverses majeures :
Le 29 décembre 1926, l’Action française est condamnée par Pie XI. Serrand va publier l'allocution pontificale, mais fortement l'atténuer en rappelant « l'esprit de foi si profond » des adhérents de l'Action française.
Au cours de la Seconde Guerre mondiale, l'évêque de Saint-Brieuc est présenté comme maréchaliste convaincu. Dès le 31 décembre 1940, alors que le mécontentement gagne, il exhorte son clergé à soutenir le maréchal Pétain : « sans arrière-pensée aucune, apportons-lui notre concours le plus total et le plus désintéressé ».
François Serrand va, à la fin de l'année 1940, fustiger le marché noir dans ses sermons pour inciter les agriculteurs à livrer leurs grains. À l’été 1942, il appuie l’ouverture de restaurants et de soupes populaires et encourage la mise en place de 250 cantines scolaires communales.
En février 1943, il produit une Note à ses doyens dans laquelle il exige l'obéissance du clergé au Service du travail obligatoire (STO) et s'emporte contre les « dissidents ». Il rejette également la possibilité d'un « double jeu » et d'un soutien occulte de la « dissidence » par Pétain. Non destinée à sa semaine religieuse, la note est repérée par le comité de propagande, éditée par les soins de celle-ci (et rapidement épuisée), et lue à Radio-Vichy. Elle paraît également dans La Gerbe, dans le quotidien Aujourd'hui et est relayée dans toute la presse collaboratrice. Cette libelle lui attire les réponses de la presse résistante.
À la Libération, plusieurs prélats sont écartés de leurs diocèses en France, à la demande du Gouvernement français et du général de Gaulle, et après de délicates tractations avec Rome. Ils démissionnent de leurs sièges ou de leurs fonctions. Il s'agit de l'archevêque d'Aix-en-Provence, Florent du Bois de La Villerabel; de l'évêque d'Arras, Henri-Édouard Dutoit, de celui de Mende, François-Louis Auvity, de l'évêque auxiliaire de Paris, Roger Beaussart. Serrand est quant à lui maintenu en poste mais se voit nommer un coadjuteur (en clair un successeur), nomination exceptionnelle pour l'époque.

## Succession apostolique
François-Jean-Marie Serrand a ordonné les évêques suivants :
- Évêque Hippolyte Tréhiou (1929)
- Évêque Joseph-Jean-Yves Marcadé (1936)
- Archevêque Jean-Baptiste Boivin, S.M.A. (1939)
- Évêque Eugène-Joseph-Marie Le Bellec (1941)

## Armoiries
De gueules, au cœur flamboyant d’or, entouré d’une couronne d’épines d’argent, au chef d’hermines.

## Devise
« Deus caritas est » (« Dieu est amour »)

## Distinctions
- Chevalier de la Légion d'honneur (5 mai 1919)[18]